# إسلام قلعة
إسـلام قلعة ميناء بري بمقاطعة هراة الغربیة فی أفغانستان قرب حدود إيران. يشتهر هذا الميناء البري بجمرکها العملاق وهی بمثابة مـمر لهروب مئات اللاجئین الأفغان من وإلی إیران ولکن مع تفاقم أزمة اللاجئین الأفغان المقیمون هناك، شهدت إسلام قلعة أکبر نزوح جماعی فی الأونة الأخیرة، تقوم الشرطة الحدودیة - الأفغانیة والإیرانیة - معاً بنشاطات مکثفة هناك وتراقب الوضع عن کثب للحیلوة دون وقوع الاشتباکات وتسلل المقاتلین وتجار المخدرات إلی أحد من البلدین وهناک سوق مشترکة تقام مرة فی الأسبوع حیث یتنافس التجار الأفغان والإیرانیون. شارع هرات - إسلام قلعة والذی تم تعبیده فی السنوات الأخیرة یربط أفغانستان بإیران علی طول 125 کیلو متر. يشتغل العديد من المؤظفين بجمرك إسلام قلعة الشهير. يضخ الميناء البري أموالاً هائلة إلی محافظة هرات والتی تنفق معظمها فی بناء هرات. يبلغ عدد سكان المدينة 16,408 نسمة.

## المناخ
يظهر الجدول التالي التغييرات المناخية على مدار السنة لإسلام قلعة:
| البيانات المناخية لـإسلام قلعة    | البيانات المناخية لـإسلام قلعة | البيانات المناخية لـإسلام قلعة | البيانات المناخية لـإسلام قلعة | البيانات المناخية لـإسلام قلعة | البيانات المناخية لـإسلام قلعة | البيانات المناخية لـإسلام قلعة | البيانات المناخية لـإسلام قلعة | البيانات المناخية لـإسلام قلعة | البيانات المناخية لـإسلام قلعة | البيانات المناخية لـإسلام قلعة | البيانات المناخية لـإسلام قلعة | البيانات المناخية لـإسلام قلعة | البيانات المناخية لـإسلام قلعة |
| الشهر                             | يناير                          | فبراير                         | مارس                           | أبريل                          | مايو                           | يونيو                          | يوليو                          | أغسطس                          | سبتمبر                         | أكتوبر                         | نوفمبر                         | ديسمبر                         | المعدل السنوي                  |
| --------------------------------- | ------------------------------ | ------------------------------ | ------------------------------ | ------------------------------ | ------------------------------ | ------------------------------ | ------------------------------ | ------------------------------ | ------------------------------ | ------------------------------ | ------------------------------ | ------------------------------ | ------------------------------ |
| متوسط درجة الحرارة الكبرى °م (°ف) | 11.9 (53.4)                    | 14.4 (57.9)                    | 19.0 (66.2)                    | 23.9 (75.0)                    | 30.5 (86.9)                    | 35.9 (96.6)                    | 37.3 (99.1)                    | 36.4 (97.5)                    | 32.2 (90.0)                    | 26.6 (79.9)                    | 18.8 (65.8)                    | 13.5 (56.3)                    | 25.0 (77.1)                    |
| المتوسط اليومي °م (°ف)            | 5.5 (41.9)                     | 7.6 (45.7)                     | 12.1 (53.8)                    | 16.5 (61.7)                    | 22.2 (72.0)                    | 27.4 (81.3)                    | 29.5 (85.1)                    | 28.2 (82.8)                    | 23.5 (74.3)                    | 17.6 (63.7)                    | 10.7 (51.3)                    | 6.6 (43.9)                     | 17.3 (63.1)                    |
| متوسط درجة الحرارة الصغرى °م (°ف) | −0.9 (30.4)                    | 1.2 (34.2)                     | 5.2 (41.4)                     | 9.2 (48.6)                     | 14.0 (57.2)                    | 19.0 (66.2)                    | 21.8 (71.2)                    | 20.1 (68.2)                    | 14.6 (58.3)                    | 8.6 (47.5)                     | 2.7 (36.9)                     | −0.3 (31.5)                    | 9.6 (49.3)                     |
| المصدر: Climate-Data.org          |                                |                                |                                |                                |                                |                                |                                |                                |                                |                                |                                |                                |                                |